# Cyathea atropurpurea
Cyathea atropurpurea är en ormbunkeart som beskrevs av Edwin Bingham Copeland. Cyathea atropurpurea ingår i släktet Cyathea och familjen Cyatheaceae. Inga underarter finns listade.